# Interbras
A Interbrás (Petrobrás Comércio Internacional S.A.) foi uma sociedade de economia mista controlada pela Petrobras, uma trading company que tinha como objetivo estabelecer contrapartidas com produtos brasileiros às importações de óleo feitas pela empresa. A Interbrás foi criada no governo de Ernesto Geisel e extinta em 15 de março de 1990, no governo de Fernando Collor de Mello. 

## Histórico
Com a edição do Decreto-Lei nº 1.248 de 1972 foram regulamentadas as empresas comerciais exportadoras (ECE), também conhecidas como trading companies, no Brasil. O Banco do Brasil cria a COBEC para atuar no comércio exterior e a Petrobrás segue o mesmo caminho.
Em 19 de fevereiro de 1976, é criada a Interbrás, com o objetivo de aproveitar a presença da Petrobras em diversos países com a importação de petróleo e criando canais de exportação para o Brasil, que precisava buscar divisas para continuar pagando suas importações de petróleo e cuja indústria buscava canais de exportação.
A empresa tinha subsidiárias ou escritórios em Nova York (Internor Trade Inc.), Ilhas Cayman (Interbras Cayman Co. e Seagull Trading Co), Paris (Interbras S.A.R.L.), Caracas, Buenos Aires, Berlim, Quito, Argel, Hong Kong, Taiwan, Pequim, Londres, Bagdá, Teerã, Roterdã, Moscou, Singapura, Abdjã. A empresa era informalmente chamada no mercado internacional de Brazilian Government Trading Company.  
A subsidiária de Nova Iorque, a Internor Trade Inc., foi de enorme importância para o comércio exterior brasileiro. 
A Interbrás mantinha linhas de produtos com marca própria como os calçados Hipoppotamus; Brasmar, para exportações de cauda de lagosta e Tama, para eletrodomésticos para países africanos. A estratégia foi exitosa graças ao marketing adotado pela empresa em seus escritórios no exterior.
A subsidiária possuía modernos sistemas de informação e processamento de dados comerciais, operando no mercado nas Bolsas de Nova York, Londres e Chicago.
As gerências de produtos estavam distribuídas em nove setores distintos e autônomosː grãos e óleos; café e açúcar; metais; fertilizantes; produtos siderúrgicos; produtos químicos e petroquímicos; serviços e obras no exterior; veículos e produtos industrializados em geral.
Durante a crise brasileira provocada pelo Choque do Petróleo na década de 1970, a Interbras intermediou um acordo com o Iraque onde o Brasil exportava manufaturados e serviços e recebia o pagamento em petróleo, não havendo pagamento em moeda. Foram exportados veículos e material bélico, além da realização de obras de infraestrutura, como a ferrovia que liga a capital Bagdá à cidade de Akashat, próxima à fronteira oeste do país com a Síria, e a rodovia Expressway, que cortava o país de leste a oeste e ligava-o à Jordânia, ambas pela construtora Mendes Júnior. O Iraque também importava frango congelado e açúcar. Nesta época o Brasil importava perto de 50% de sua necessidade total de óleo.
Entre os anos 1982 e de 1985, aproximadamente metade do faturamento da empresa era constituído pelas receitas de exportação para os EUA da gasolina que era produzida por Petrobras. 
Até 1983, a Interbrás tinha uma Gerência de Petroleo (GEPETRO), que começou a atuar em países africanos. Durante a recessão nos anos 1980, a empresa desenvolveu contratos para atividades de refino com Costa do Marfim e Nigéria, os quais forneceriam petróleo à Petrobras, que enviava os derivados que resultavam do refino. Em 1983, a gerência foi transferida para a Petrobrás.

## Números
A partir de 1980, as exportações superaram 2 bilhões de dólares anuais, tendo chegado a 3 bilhões de dólares em 1984.
Em 1986, foram exportadas 800 mil toneladas de açúcar por 158 milhões de dólares para Iraque e Argélia, em troca de petróleo (countertrade); 440 mil toneladas de grãos e óleo de soja por 70 milhões dólares a Irã e Hungria; 400 mil sacas de café por 99 milhões dólares, em especial para Argélia e Alemanha Oriental; 368 mil toneladas de aço ao Oriente Médio, em especial Irã e Iraque, e Ásia, como Malásia, Tailândia, Singapura, alcançando 40 milhões de dólares; 61 mil toneladas de alumínio por 84 milhões de dólares; 225 mil toneladas de ferro-gusa, por 34 milhões de dólares para os mercados europeu, asiático e dos Estados Unidos; produtos químicos e petroquímicos por 54 milhões de dólares; além da colaboração com 14 empresas nacionais de engenharia, construção, montagem e consultoria em 14 projetos em 11 países.
Em 1986, ano do Plano Cruzado, o governo pediu que a empresa atuasse na importação de alimentos, a fim de normalizar o abastecimento interno, movimentando 3 milhões de toneladas de alimentos por 580 milhões de dólares, como arroz, carne, milho e leite.
Durante 14 anos (1976/89), a Interbrás atuou na exportação de US$ 27 bilhões – aproximadamente 25% das importações de petróleo do período – ou 10% das exportações brasileiras do intervalo.

## Extinção
Com a instituição do Plano Collor I, diversas entidades governamentais foram extintas, entre elas a Interbrás, em 1990. 
Havia críticas ao fato de a empresa, além de não pertencer ao negócio principal da Petrobrás, a indústria petroquímica, ser um antro de corrupção. Além disto, trading companies privadas, das quais havia várias no Brasil, pleiteavam maior participação no mercado.

### Situação dos empregados
No Governo Collor, os empregados desta empresa, foram demitidos, sendo posteriormente anistiados no Governo de Itamar Franco aqueles que se candidataram à anistia concedida pela Lei 8.878 de 1994, operacionalizada pelo Decreto 1.553 de 1994.
Em 2004, mais uma vez o contribuinte brasileiro foi chamado a pagar a conta quando o Superior Tribunal de Justiça determinou a reintegração pela Petrobras de funcionários que tinham sido demitidos mais de uma década antes.